# Румена Бужаровска
Румена Бужаровска (Скопље, 1981) македонска је књижевница и преводилац. Предаје америчку књижевност на Филолошком факултету Универзитета у Скопљу.

## Књижевни рад
Са књижевношћу се Румана Бужаровска срела још у детињству. Њена баба Вера Бужаровска такође је била позната македонска књижевница.
У време када је похађала средњу школу Румена је боравила у Америци, где се срела са модерном и савременом америчком књижевношћу која и данас, како сама каже, утиче на њен начин писања. Озбиљно почиње да се занима за писање у време студија. До садa је објавила неколико збирки прича, а књижевни критичари често је упоређују са америчким мајсторима кратке приче.
Прве приче Румена Бужаровска објављује у часопису Маргина 2005. године. Њена прва збирка прича изашла је из штампе 2007. Године 2006. била је стипендисткиња Култур Контакта (KulturKontakt) у Бечу, где је провела месец дана, а 2008. стипендисткиња Интернатионалес Међународне куће аутора (Internationales Haus der Autoren) у Грацу. У међувремену њене приче објављиване су на немачком у часописима Manuskripte, Ostragehege и Lichtungen. На српском језику приче су јој објављене у часописима Бетон, Трећем Тргу и Кикинда Шорт (Kikinda Short) 2010.
Хрватски преводи збирки приповедака „Осмица” и „Мој муж” постигле су тренутни успех и претвориле Румену Бужаровску у најистакнутију нову наду регионалне књижевне сцене. Две њене књиге, „Мој муж” и „Никуда не идем”, за кратко време постале су хитови. Обе су се нашле међу десет топ најпродаванијих књига издавачке куће Боока (у оригиналу Booka) у 2019. години. Као једно од најважнијих имена савремене македонске и регионалне књижевне сцене 2020. године била је гост књижевног фестивала „Крокодил” у Београду. Њене књиге су преведене на језике простора бивше Југославије, енглески, немачки, мађарски, италијански, француски, албански, бугарски и украјински.
Осим писањем, бави се и превођењем. Са енглеског на македонски језик превела је дела Луиса Керола (Алиса у свету огледала), Џона Мајкла Куција (Живот и времена Мајкла К, Срамота), Трумана Капотеа (Хладнокрвно убиство), Џозефа О’Конора, Чарлса Буковског и Ричарда Гвина (Боја пса који бежи). Коауторка је и коорганизаторка вечери приповедања женских прича „ПичПрич”.

## Награде и признања
Платформа „Књижевна Европа уживо” (Literary Europe Live), у оквиру организације „Књижевност преко граница” (Literature Across Frontiers), уврстила је 2016. године Румену Бужаровску међу десет најзанимљивијих младих европских писаца.

## Дела
- Жврљотине (збирка прича, 2006)
- Осмица (збирка прича, 2010)
- О смешном : Теорије хумора кроз призме кратке приче (студија о хумору у савременој македонској и америчкој краткој причи, 2012)
- Мој муж (збирка прича, 2014)
- Никуда не идем (збирка прича, 2018)
- Тони (роман, 2025)[9]